# Fred Ott
Frederick P. Ott (ur. 1860 w New Jersey, zm. 24 października 1936 w West Orange) – w latach 90. XIX wieku był pracownikiem laboratorium Thomasa Edisona.
Jego postać ukazała się w dwóch spośród najstarszych filmów – Edison Kinetoscopic Record of a Sneeze (znanym także jako Fred Ott's Sneeze) oraz Fred Ott Holding a Bird – oba z 1894 roku.
W pierwszym z tych filmów Ott wącha tabakę, która powoduje u niego kichnięcie.

## Filmografia
- Edison Kinetoscopic Record of a Sneeze (1894)
- Fred Ott Holding a Bird (1894)